# Cour d'Alsace-Lorraine
Pour les articles homonymes, voir Rue d'Alsace-Lorraine.
Ne doit pas être confondu avec Rue d'Alsace-Lorraine.
La cour d'Alsace-Lorraine est une voie privée située dans le quartier de Picpus du 12e arrondissement de Paris, en France.

## Situation et accès
L'accès se fait depuis le 67, rue de Reuilly.
La cour d'Alsace-Lorraine est accessible à proximité par les lignes de métro 8 à la station Montgallet et 1 et 8 à la station Reuilly - Diderot.
Il existe une rue d'Alsace-Lorraine dans le 19e arrondissement.

## Origine du nom
Cette rue doit son nom à la mémoire des provinces d'Alsace-Lorraine perdues à l'issue de la guerre de 1870.

## Historique
La voie est ouverte sous sa dénomination actuelle en 1889.

## Bâtiments remarquables et lieux de mémoire
- L'atelier Camille Le Tallec était situé au fond de la cour de 1978 à 1995 dans une annexe de l'école Boulle[2].
- Des ateliers de Paris-Atelier (ex-ADAC)[3].
- De nombreux artisans sont installés dans cette rue aux façades colorées ; seule exception, la maison bourgeoise au fond de la rue.

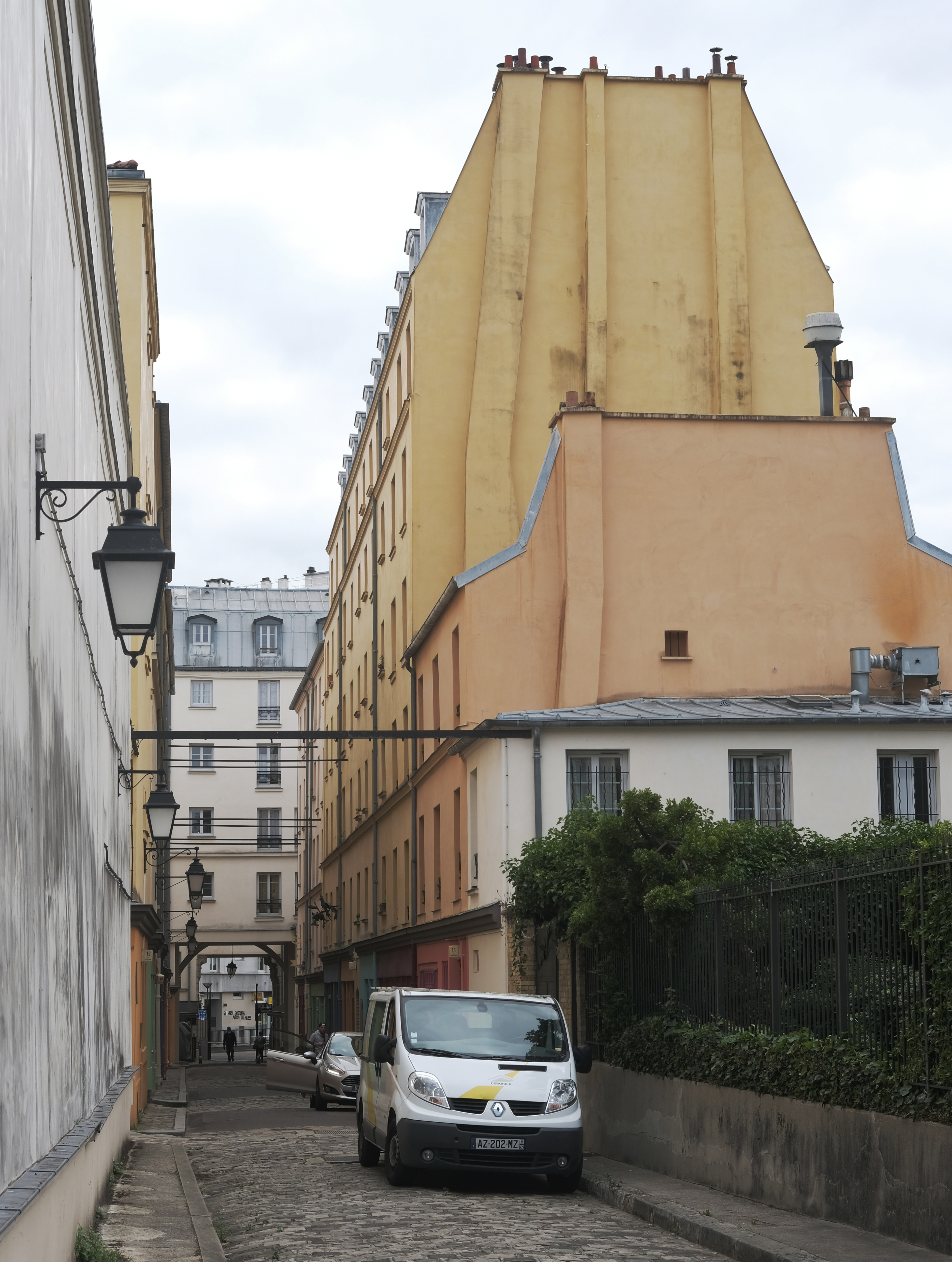
La cour vue en direction de la rue de Reuilly.
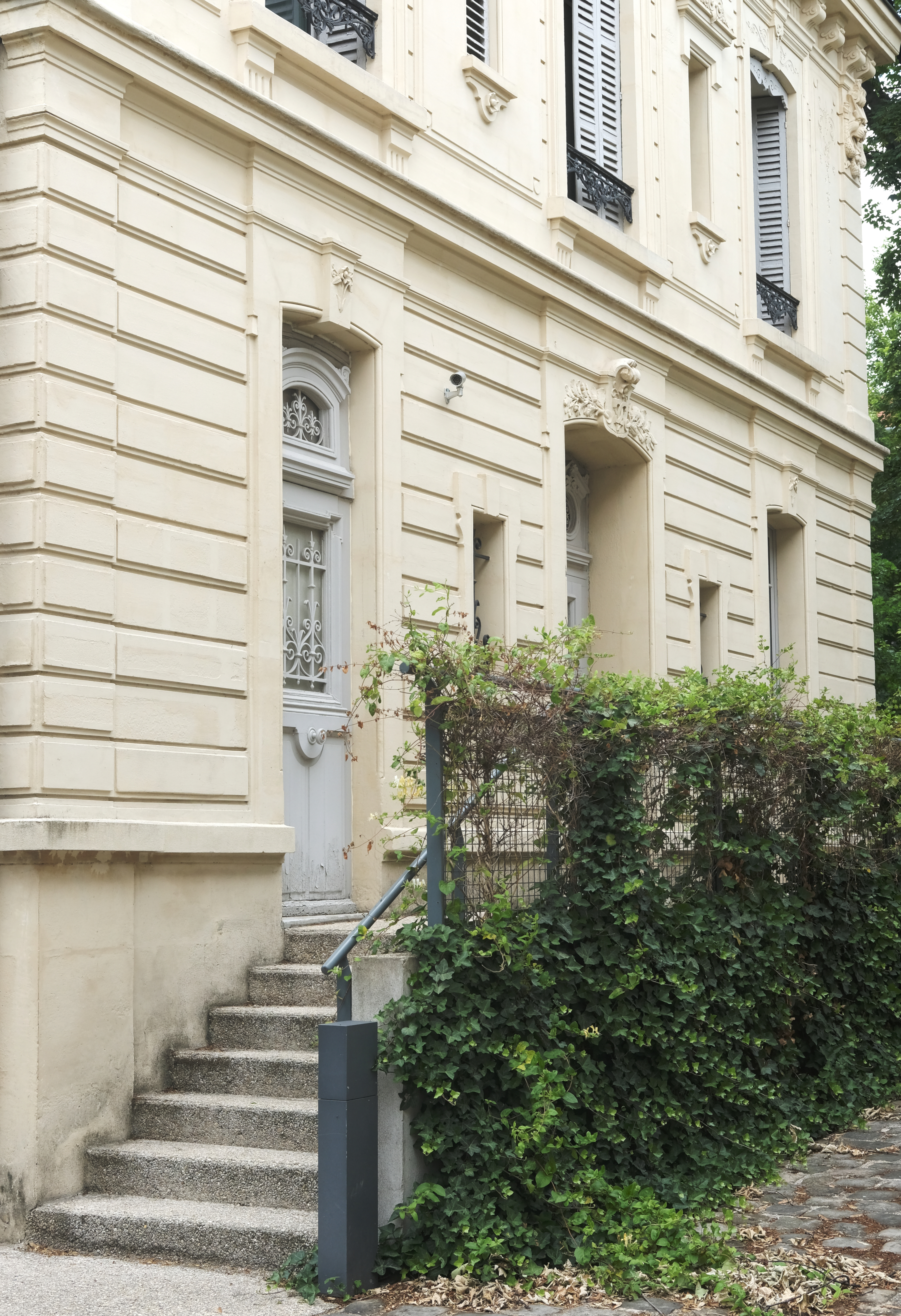
Maison bourgeoise.
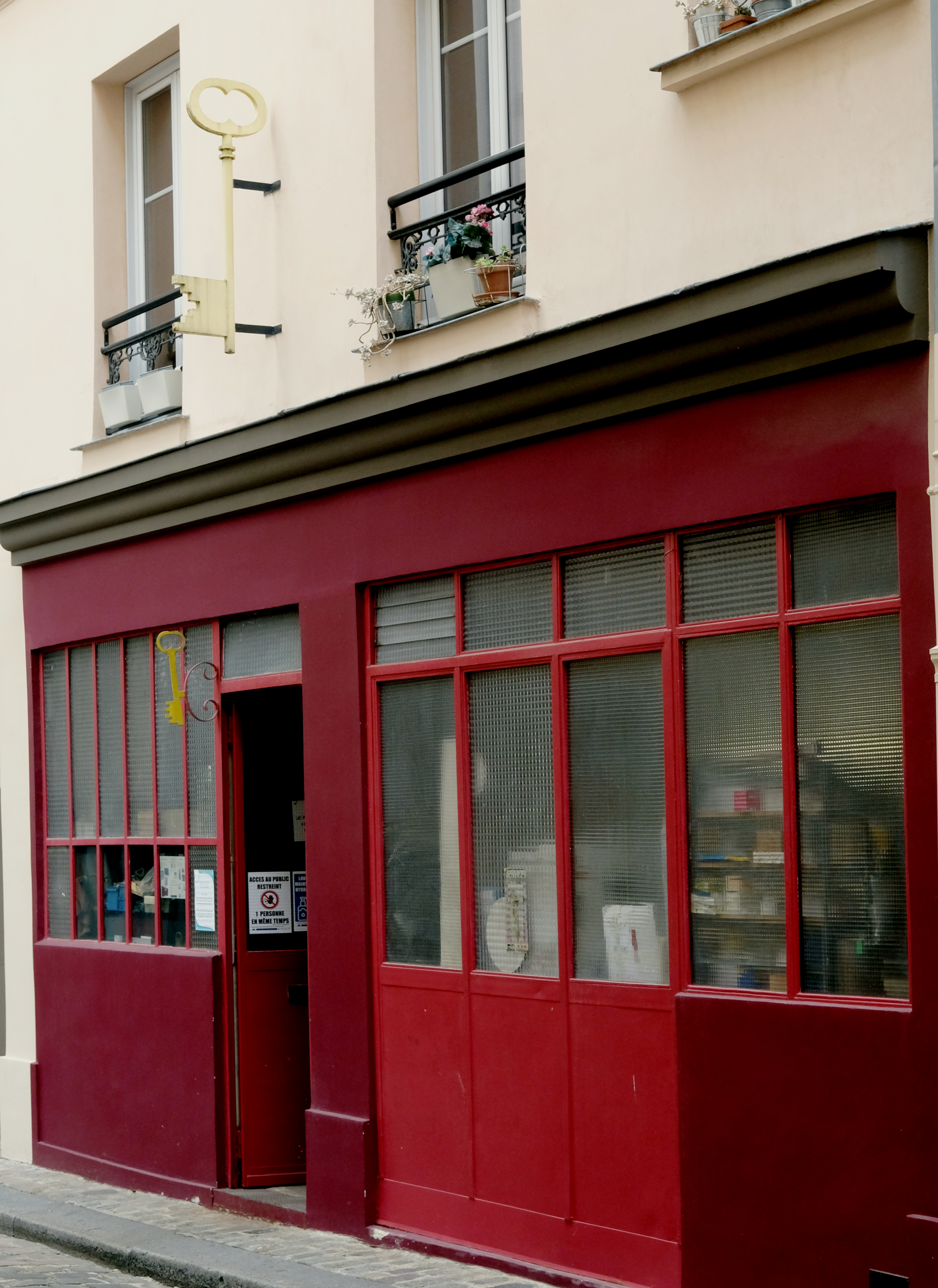
Serrurier et son enseigne.